# Viller Schlössl

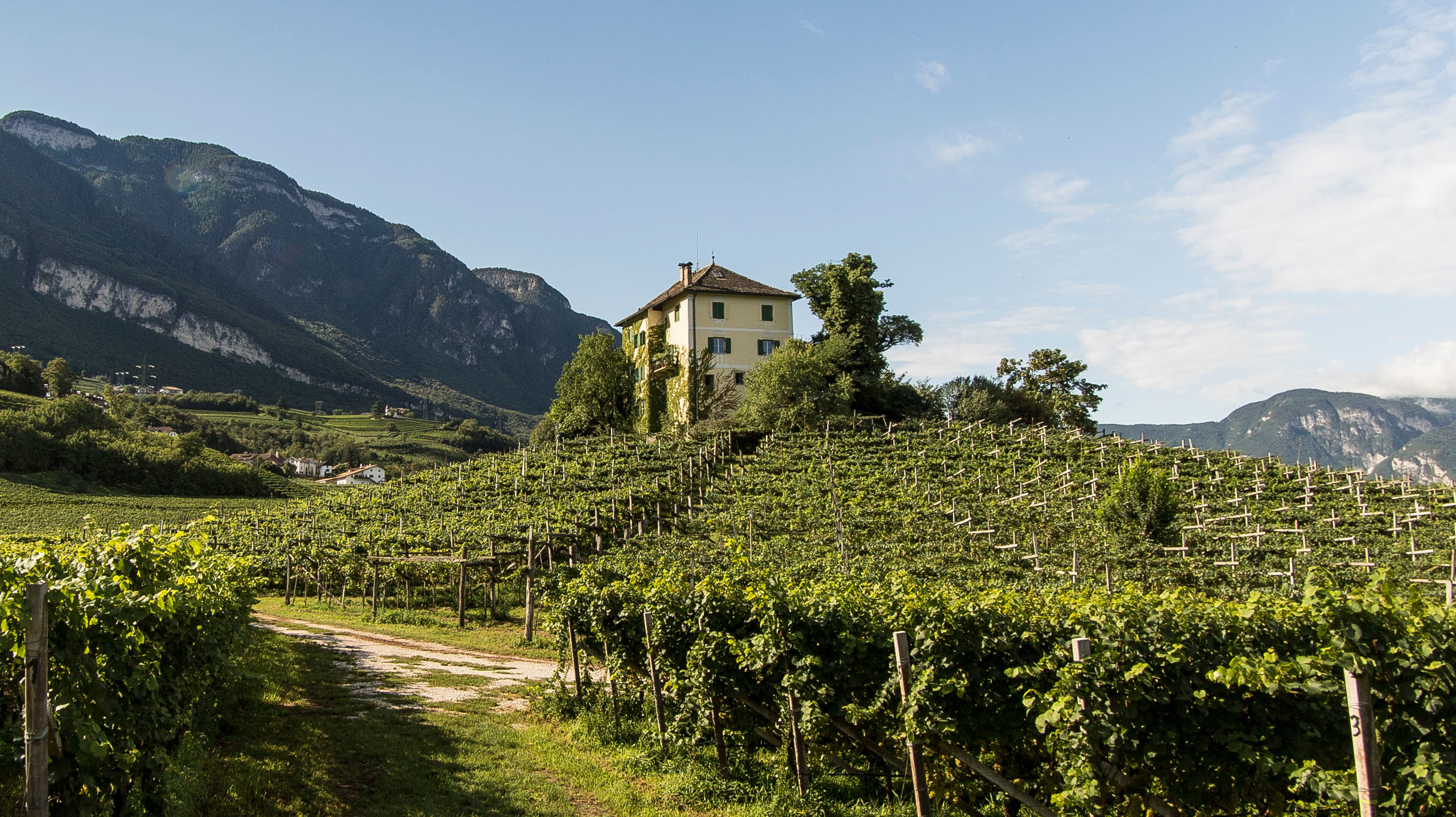
Das Viller Schlössl

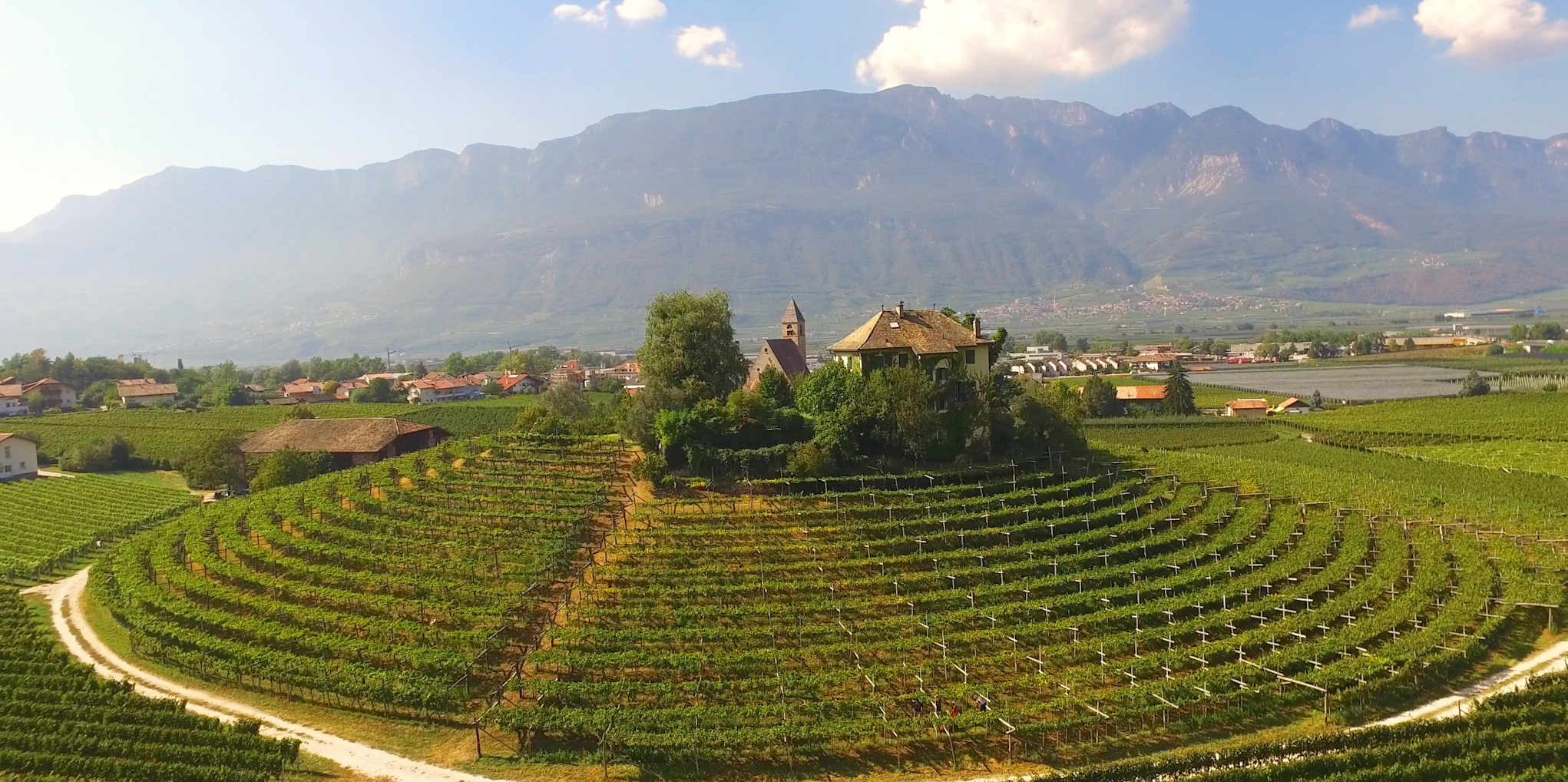
Gesamtansicht

Das Viller Schlössl ist ein Ansitz und Weingut in der Vill, einer Fraktion der Gemeinde Neumarkt in Südtirol.

## Geschichte
Der Bau wurde im 17. Jahrhundert errichtet, als sein erster Besitzer erscheint Adam Joseph von Altspaur. Der Domherr Anton von Altspaur († 1719) hinterließ in der Vill außer dem Schlössl drei weitere Häuser. Im 18. Jahrhundert wurden an dem Viller Schlössl Umbaumaßnahmen durchgeführt. Seit ca. 1770 gehört der Ansitz den später in den Freiherrenstand erhobenen Longo von Liebenstein auf Wellenburg und Langenstein, darunter Felix Anton von Longo. Die Weinbautradition der Familie reicht bis in das 17. Jahrhundert zurück. Am 14. September 1949 erfolgte die Unterschutzstellung. Seit 1950 wird aus den dortigen Reben der Baron-Longo-Wein zunächst für den Eigenbedarf produziert. 2012 übergab Felix Baron Lango das Weingut an seinen Sohn Anton Baron Longo.

## Beschreibung
Es handelt sich um ein dreigeschossiges Wohngebäude mit östlichem Erkervorbau. Mehrere Räume sind gewölbt bzw. mit einer Stuckdecke verziert. Früher war im Erdgeschoss eine Kapelle untergebracht.